# Kompozyt klejowy
Kompozyty klejowe są specjalną grupą tworzyw adhezyjnych (materiałów klejowych) stosowanych do napraw i regeneracji części maszyn i urządzeń. Są one wytwarzane na bazie chemicznie utwardzanych klejów do metali (najczęściej epoksydowych) i zawierają stosunkowo duże ilości wypełniaczy i napełniaczy (najczęściej metalicznych). Materiały te wykazują właściwości tiksotropowe, dzięki temu można nimi kleić i jednocześnie wypełniać szczeliny połączeń oraz uzupełniać ubytki materiałowe części.
Kompozyty klejowe są zatem tworzywem pośrednim między typowym klejem konstrukcyjnym a kitem klejowym. Tak więc z jednej strony można za ich pomocą wykonywać pełnowartościowe połączenia (wykazują one lepszą przyczepność do powierzchni metalowych i większą wytrzymałość niż tradycyjne kity klejowe), 
z drugiej zaś strony można je nakładać grubszymi warstwami niż kleje konstrukcyjne (wypełnianie ubytków, uszczelnianie).
Kompozyty klejowe występują najczęściej w postaci past (czasami bardzo gęstych), a czasami półpłynnych lub płynnych. Mają one różne nazwy handlowe. Najczęściej spotykane to: Chester Molecular, Belzona, Unirep, Ciba Geigy, Loctite i wiele innych.
Kompozyty klejowe charakteryzuje szereg zalet, z których najczęściej wymienianymi są: wysoka odporność na temperaturę (do 150 oC), możliwość utwardzania w niskiej temperaturze (ok. 0 oC), bardzo dobra przyczepność do metali (adhezja), wysoka odporność na zużycie mechaniczne i erozję, bardzo wysoka odporność chemiczna, wysoka udarność, tiksotropowość, brak zmiany objętości podczas wiązania, nietoksyczność, niepalność, obojętność biologiczna, duża tolerancja mieszania, niska przewodność cieplna, nieograniczony czas magazynowania. 
Powyższe zalety sprawiły, iż kompozyty klejowe są szeroko stosowane do naprawy i regeneracji maszyn i urządzeń, zwłaszcza wtedy gdy istotny jest krótki czas usunięcia uszkodzenia. Są one również wykorzystywane do doraźnych napraw polowych sprzętu wojskowego. Znajdują się między innymi w specjalnych zestawach naprawczych, które są wykorzystywane przez służby techniczne w wojsku.
Kompozyty klejowe poza licznymi zaletami, charakteryzują specyficzne właściwości, które ograniczają możliwości ich stosowania. Należą do nich między innymi: ograniczona statyczna trwałość czasowa, ograniczona trwałość zmęczeniowa, mała stabilność cieplna i zachodzące w nich procesy starzeniowe.